# Alcis shibatai
Alcis shibatai là một loài bướm đêm trong họ Geometridae.